# Гнешовиці (Свентокшиське воєводство)
Гнешовиці (пол. Gnieszowice) — село в Польщі, у гміні Копшивниця Сандомирського повіту Свентокшиського воєводства.
Населення — 493 особи (2011).
У 1975-1998 роках село належало до Тарнобжезького воєводства.

## Демографія
Демографічна структура на день 31 березня 2011 року:
|          | Загалом | Допрацездатний вік | Працездатний вік | Постпрацездатний вік |
| -------- | ------- | ------------------ | ---------------- | -------------------- |
| Чоловіки | 240     | 45                 | 165              | 30                   |
| Жінки    | 253     | 41                 | 141              | 71                   |
| Разом    | 493     | 86                 | 306              | 101                  |